# Jüdischer Friedhof (Rotenburg an der Fulda)

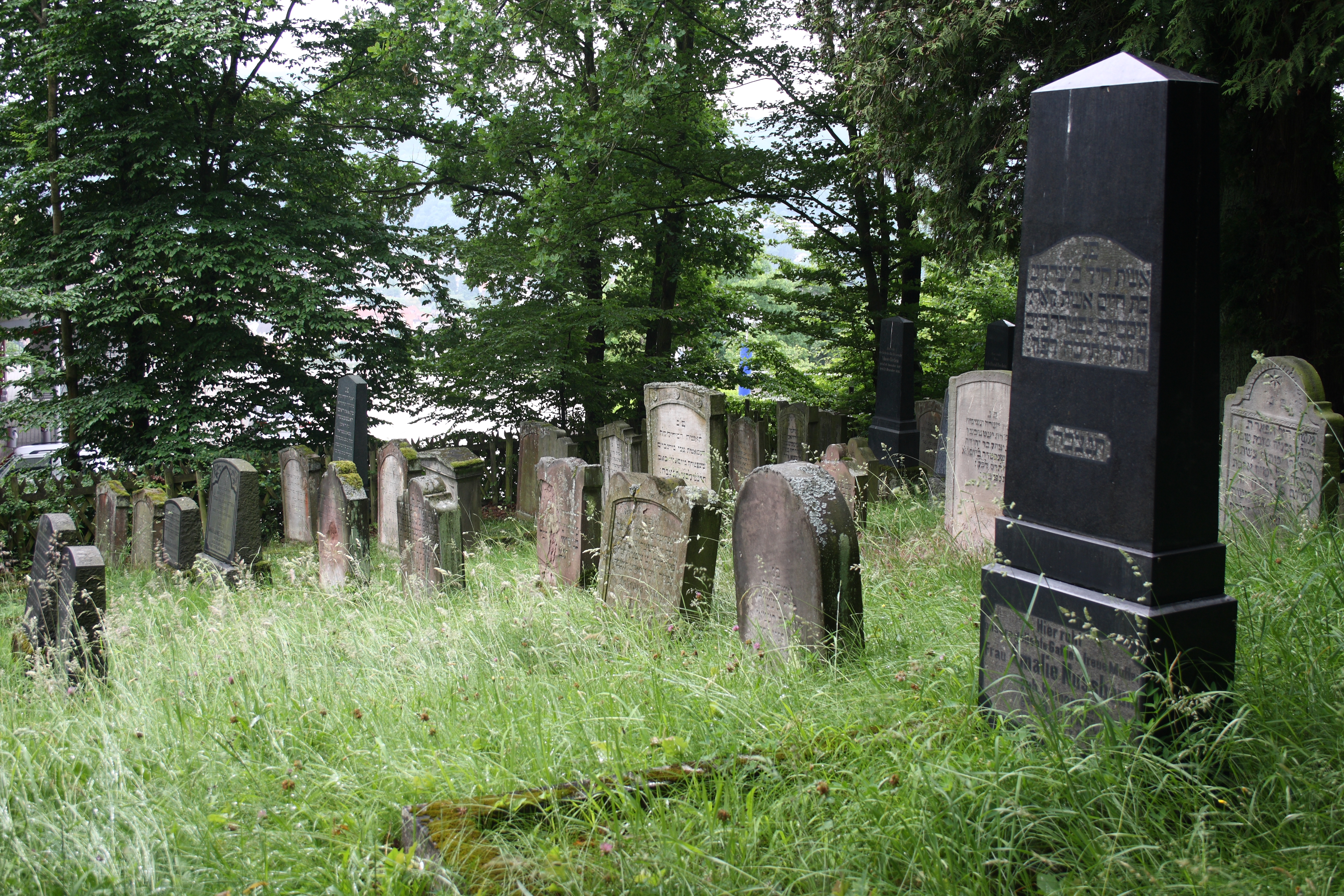
Jüdischer Friedhof Rotenburg an der Fulda (Juni 2012)

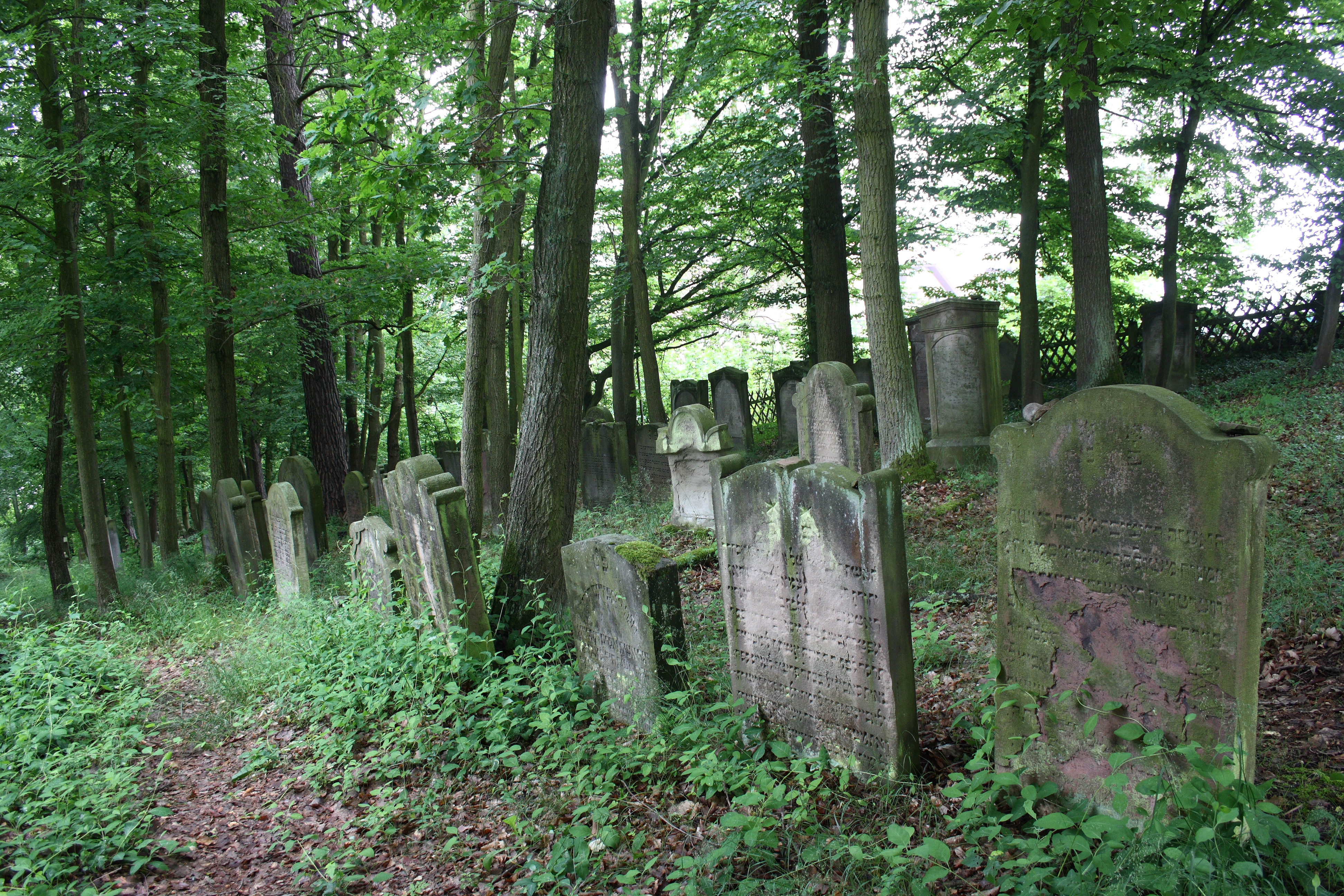
Jüdischer Friedhof Rotenburg an der Fulda (Juni 2012)

Der Jüdische Friedhof Rotenburg an der Fulda ist ein Friedhof in der Stadt Rotenburg an der Fulda im Landkreis Hersfeld-Rotenburg in Hessen.
Der jüdische Friedhof im Norden der Stadt unmittelbar bei den Kliniken/Meirotels-Halle an der Heinz-Meise-Straße wurde von 1734 bis 1937 belegt. Es sind 348 Grabsteine erhalten.